# Allondaz
Allondaz este o comună în departamentul Savoie din sud-estul Franței. În 2009 avea o populație de 222 de locuitori.

## Evoluția populației
| An        | 1975 | 1982 | 1990 | 1999 | 2006 | 2009 |
| --------- | ---- | ---- | ---- | ---- | ---- | ---- |
| Populație | 148  | 155  | 191  | 177  | 204  | 222  |